# توماس ترگوس
توماس ترگوس (انگلیسی: Thomas Turgoose؛ زادهٔ ۱۱ فوریهٔ ۱۹۹۲) هنرپیشه انگلیسی است. وی از سال ۲۰۰۶ میلادی تاکنون مشغول فعالیت بوده‌است. وی بیشتر برای نقش شان فیلد در فیلم این انگلستان است شناخته شده است. از دیگر فیلم‌های که وی در آن نقش داشته است، می‌توان به دریاچه بهشت اشاره کرد.